# Leonhard Euler
Leonhard Euler (tyska: [ˈleːɔnhaʁt ˈɔɪ̯lɐ]
 ( lyssna)), född 15 april 1707 i Basel, död 18 september 1783 i Sankt Petersburg, var en schweizisk matematiker verksam i Berlin och Sankt Petersburg. Han var elev till Johann Bernoulli.
Euler var mycket produktiv och skrev mer än 900 artiklar och matematiska böcker. Han var blind de sista sjutton åren av sitt liv, men fortsatte att utföra avancerade analyser.

## Uppväxten
Leonhard Euler, son till Paul Euler och Marguerite Brucker, föddes 1707 i Basel i  Schweiz. Han växte upp i Riechen utanför Basel och fick lära sig de matematiska grunderna av sin far, en luthersk präst som tidigare studerat matematik för Jakob Bernoulli. När Euler vid tretton års ålder togs in vid universitetet i Basel studerade han teologi och antika språk, vilket 1724 ledde fram till en magisterexamen. Samtidigt utvecklade han dock även sin matematiska färdighet genom att få privatlektioner i matematik från Jakobs yngre bror, Johann Bernoulli. Fadern insisterade på att den unge Euler efter examen skulle ägna sin tid åt teologin, men föll till föga då han blev övertygad om vilken ovanlig matematisk begåvning som sonen hade.
Vid den här tiden bedrevs den mest framstående forskningen inte vid universiteten, vilka främst ägnade sig åt undervisning, utan vid kungliga akademier runt om i Europa. Euler sökte en professur i matematik vid universitetet i Basel, men när han inte fick den fortsatte han sina studier i hopp om att kunna ansluta sig till två av Johanns söner, Nicolaus och Daniel Bernoulli, vid vetenskapsakademien i Sankt Petersburg. Bland annat studerade Euler medicin och fysiologi, eftersom den öppning som eventuellt kunde finnas i Ryssland fanns vid akademiens medicinska avdelning. Nicolaus dog dessvärre 1726, men Daniel hade 1725 fått en professorstjänst hos vetenskapsakademins matematiska avdelning, och han kunde tack vare sitt inflytande erbjuda Euler tjänsten. 1727, när Euler var 20 år gammal, lämnade han Basel och flyttade till Sankt Petersburg.

## Sankt Petersburg
Samma dag som Euler anlände till Sankt Petersburg dog Katarina I. Tack vare det allmänna kaos som rådde i landet efter hennes död lyckades Euler redan efter några år flytta över till den matematiska avdelningen. Under de sex år som följde arbetade han utan avbrott, inte minst eftersom det vid denna tid inte var ofarligt att vistas i sociala kretsar i staden. 1733 beslutade sig så Daniel Bernoulli för att lämna Ryssland och återvända till Schweiz. Euler tog då över dennes professorstjänst och ansvaret för akademiens matematiska avdelning. Året därpå gifte han sig även med sin första fru, Katharina Gsell, och med henne fick han med tiden tretton barn.
År 1735 slutförde Euler sin avhandling i mekanik och löste det så kallade Baselproblemet. Resultatet, återgivet som följer, är känt och medförde en viss berömdhet för Eulers del:
{\displaystyle \zeta (2)=\sum _{n=1}^{\infty }{\frac {1}{n^{2}}}={\frac {1}{1^{2}}}+{\frac {1}{2^{2}}}+{\frac {1}{3^{2}}}+\cdots ={\frac {\pi ^{2}}{6}}}
Vidare definierade och beräknade Euler det som idag kallas Eulers konstant och som används inom talteori och för lösning av differentialekvationer:
{\displaystyle \gamma =\lim _{n\to \infty }\left({\frac {1}{1}}+{\frac {1}{2}}+{\frac {1}{3}}+\cdots +{\frac {1}{n}}-\ln n\right)=0,5772\ldots }
1735 var även året då Euler förlorade synen på sitt högra öga. Åsikterna går isär vad gäller om detta berodde på ett alltför långvarigt studium av solen, eller helt enkelt var en följd av den svåra feber i vilken han insjuknade det året och som var nära att kosta honom livet.
År 1736 visade Euler i sin berömda artikel Solutio problematis ad geometriam situs pertinentis att problemet med Königsbergs sju broar var olösbart.

## Till Berlin
År 1741 hade Euler tröttnat på den politiska instabiliteten i Sankt Petersburg och Ryssland, och accepterade därför ett erbjudande från den nyligen tillträdde Fredrik II om en plats vid akademin i Berlin. Det var där Euler påbörjade sitt stora arbete inom matematisk analys. I det första verket, Introductio in analysin infinitorum som gavs ut 1748, presenteras bland annat det som idag kallas Eulers formel:
{\displaystyle e^{i\theta }=\cos \theta +i\sin \theta }
Ur detta följer även det kända sambandet {\textstyle e^{i\pi }+1=0} (Eulers identitet).
År 1752 visade Euler det som nu kallas Eulers relation, ett förhållande som gäller för alla konvexa polyedrar och lyder som följer:
{\displaystyle H-K+S=2}
där {\textstyle H} står för antalet hörn, {\textstyle K} antalet kanter och {\textstyle S} antalet sidor.

## De sista åren
Euler ogillade den preussiske kungens ständiga inblandning i akademins göranden. Han blev kvar i Berlin till år 1766 då han efter en inbjudan från Katarina den stora flyttade tillbaka till Sankt Petersburg. Ryssland hade under de gångna åren fortsatt att betala ut lön till honom, och då han återvände tilldelades han ett fullt möblerat hus inklusive kokerska.
Eulers hustru dog 1776 och året därefter gifte han sig med hennes halvsyster, Salome Abigail Gsell. Euler själv dog 18 september 1783 efter ett slaganfall. Han var då 76 år gammal, och hade som en följd av grå starr varit helt blind sedan 1766. Tack vare en operation 1771 återfick han synen under några dagar, men snart uppträdde en infektion i ögat och han blev helt blind igen. Trots förlusten av sin syn var han under de sista åren mer produktiv än han någonsin varit tidigare.

## Avslutande ord

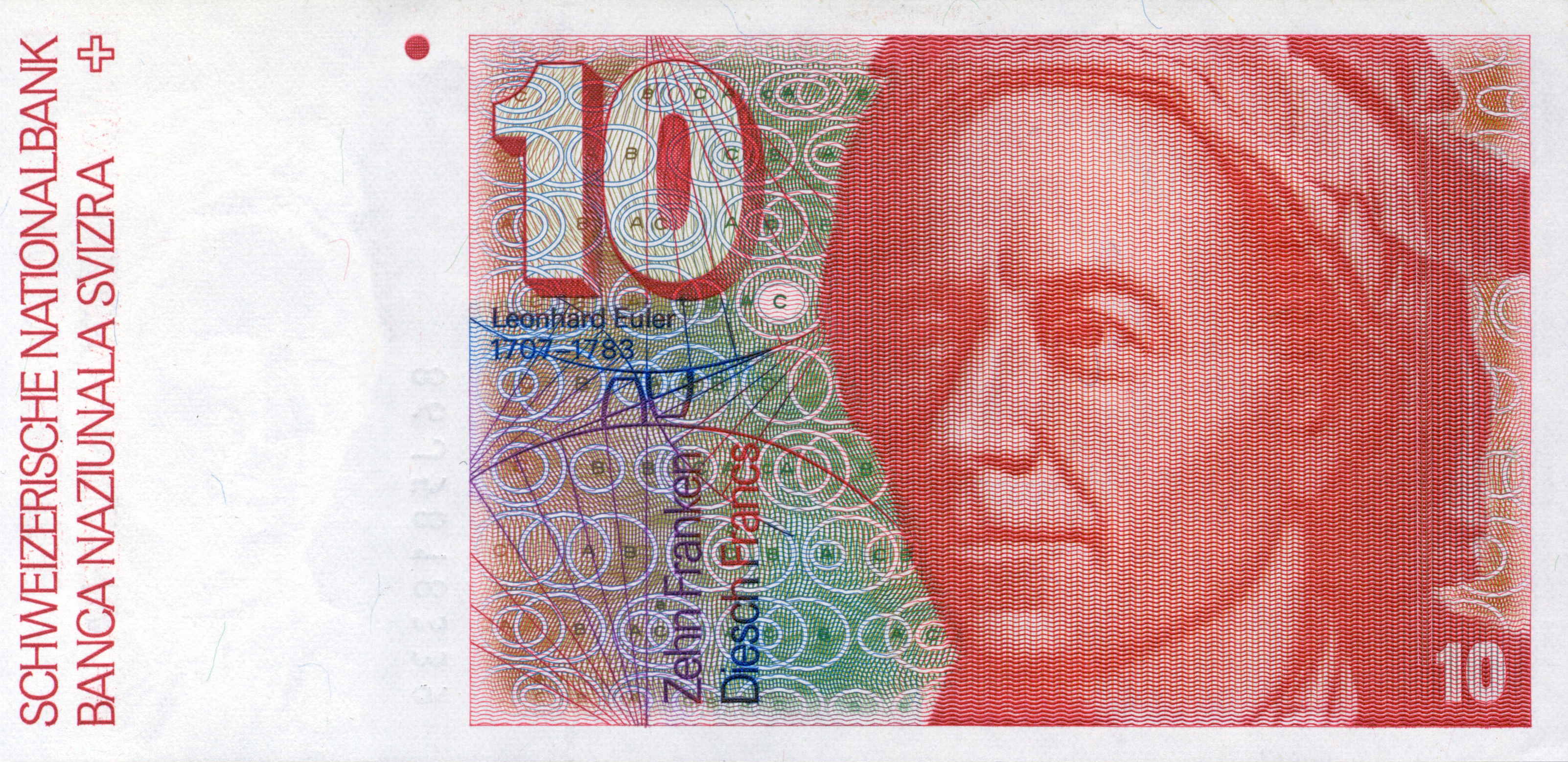
En sedel från Schweiz med Euler som motiv.

Euler är förmodligen den mest produktive matematikern genom tiderna. Han skrev under sitt liv över 900 artiklar och flera böcker, de flesta av dem på latin. Han har även lagt en del av grunden för dagens analys genom att vidareutveckla Newtons, Leibniz med fleras teorier. Till skillnad från flertalet andra matematiker behärskade han såväl den diskreta som den kontinuerliga matematiken till fulländning. Han var dessutom en mycket god algoritmkonstruktör.
Euler var även fysiker och astronom. Hans fysiska teorier behandlar bland annat optik, hydrodynamik och balkteori. Han angav principen för akromatiska linssystem genom kombination av enkla linser slipade ur olika sorters glas med olika brytningsindex. Inom astronomin var han främst intresserad av månens rörelser och trekropparsproblemet. Det sistnämnda är ett klassiskt problem som behandlar teorier om hur tre punktmassor rör sig enbart påverkade av sin egen gravitation, och som än idag är olöst. Newton hade tidigare löst det så kallade tvåkropparsproblemet, men då en tredje kropp ingår saknar problemet en allmän lösning. Euler lyckades dock ta fram en approximativ beräkningsmetod som visade sig vara mycket användbar för navigation.
Euler invaldes 1755 som utländsk ledamot nummer 33a av Kungliga Vetenskapsakademien.

## Eftermäle
Nedslagskratern Euler på månen och asteroiden 2002 Euler är uppkallade efter honom.